# Harry Gant
Harold Phil "Harry" Gant, född den 10 januari 1940 i Taylorsville, North Carolina, USA, är en amerikansk racerförare.

## Racingkarriär
Gant vann tre mästerskap i Nascar:s Sportsman-serie, 1972, 1973 och 1974. Tack vare sina framgångar där och i Late Model-serien, fick han göra sin debut i Nascar Winston Cup på Charlotte Motor Speedway 1973. Vid tidpunkten drev Gant en konstruktionsfirma, som han sålde 1979, för att kunna fokusera på att köra Winston Cup på fulltid. Hans första seger kom på Martinsville Speedway säsongen 1982, och den bästa säsongen för honom kom 1984, då Gant slutade tvåa i mästerskapet bakom Terry Labonte. Han vann dessutom International Race of Champions 1985. Gant var fortsättningsvis framgångsrik i serien, och tog fyra raka segrar 1991 under september, vilket var den längsta raden av vinster av någon förare i Nascar sedan 1972. Hans sista seger kom på Michigan International Speedway säsongen 1992, vilket satte ett ännu gällande rekord som den äldste vinnaren i Nascar:s cupserie. Gant tävlade ytterligare två säsonger i cupserien, innan han avslutade sin karriär 1994.